# Megachile crassitarsis
Megachile crassitarsis är en biart som beskrevs av Cockerell 1931. Megachile crassitarsis ingår i släktet tapetserarbin, och familjen buksamlarbin. Inga underarter finns listade i Catalogue of Life.